# Scaphula
Scaphula ist eine Muschel-Gattung aus der Familie der Archenmuscheln (Arcidae). Die Vertreter der Gattung Scapharca leben im Süß- und Brackwasser; das Verbreitungsgebiet erstreckt sich über weite Teile Südostasiens.

## Merkmale
Die meist gleichklappigen, deutlich länglichen Gehäuse sind klein bis sehr klein (4,5 bis ca. 13 Millimeter lang) und vergleichsweise bauchig (L: 4,5 mm, H: 2 mm, D: 2 mm bei Scaphula minuta bzw. L: 10 mm, H: 3,5 mm, D: 6,5 mm bei Scaphula deltae). Sie sind im Umriss gerundet-rhomboidal, und können etwas in der Längsachse verdreht sein. Die Wirbel sitzen deutlich vor der Mittellinie (ca. ein Viertel vom Vorderende entfernt). Vom Wirbel zieht sich ein deutlicher Kiel (oder auch Doppelkiel) zum unteren, hinteren Ende. Er setzt das hintere Gehäusefeld deutlich vom restlichen Gehäusekörper ab. Das Ligament ist länglich und erstreckt sich vor und/oder hinter den Wirbeln. Im Schloss sitzen die Zähne in zwei Gruppen, die durch einen zahnlosen, zentralen Bereich voneinander getrennt sind. Die Seitenzähne stehen sehr schief. Der vordere Schließmuskel ist deutlich kleiner als der hintere Schließmuskel. 
Die Ornamentierung besteht im zentralen und vorderen Gehäusefeld aus randparallelen mehr oder weniger groben Anwachsstreifen, die sich mit schwächeren radialen Linien kreuzen. Das vom (Doppel-)Kiel abgesetzte hintere Gehäusefeld weist stärkere radiale Linien oder auch schwächere Kiele auf, die sich mit schwachen Anwachsstreifen kreuzen. 

## Geographische Verbreitung und Lebensraum
Arten der Gattung Scaphula sind bisher aus Indien, Bangladesch, Myanmar, Thailand  und Vietnam nachgewiesen. 
Sie leben im Süßwasser von Flüssen unter Steinen oder auch an Wasserpflanzen, anderen Mollusken (Schnecken und Muscheln), angeheftet mit Byssusfäden. Die meisten Arten kommen auch in brackigem Wasser der Flussdeltas vor.

## Taxonomie
Die Gattung Scaphula wurde 1834 durch William Henry Benson aufgestellt. Er erwähnte in seinen beiden Arbeiten aus dem Jahr 1834 allerdings keine Art. Typusart durch sekundäre Monotypie ist die Art Scaphula celox, die Benson dann 1836 aufstellte. Der Name Scaphula wurde später auch für eine Schnecken- und eine Insektengattung vergeben.
- Gattung Scaphula Benson, 1834[6]
  - Scaphula celox Benson, 1836 (Indien und Bangladesch)[4][7]
  - Scaphula deltae Blanford, 1867 (Indien, Bangladesch und Myanmar)[8]
  - Scaphula minuta Ghosh, 1922 (Thailand und Vietnam)[1]
  - Scaphula nagarjunai Janaki Ram & Radhakrishna, 1984 (Indien)[9]
  - Scaphula pinna Benson, 1856 (Myanmar)[7]

Scaphula bensoni H. Adams, 1872 ist ein jüngeres Synonym von Scaphula pinna Benson, 1856, und Scaphula lanceolata Hutton, 1885 wird heute zur Gattung Poroleda Hutton, 1893 gestellt. Scaphula Benson, 1834 ist die Typusgattung der Unterfamilie Scaphulinae Scarlato & Starobogatov, 1979. Die Unterfamiliengliederung der Archenmuscheln wird jedoch nur von wenigen Autoren benutzt. Arca (Scaphula) convergidens Gerhardt, 1897 aus der Kreide Südamerikas ist nach Philipp Reinhart wahrscheinlich eine Art der Gattung Cucullaea.

## Belege